# Simulium angustipes
Simulium angustipes är en tvåvingeart som beskrevs av Edwards 1915. Simulium angustipes ingår i släktet Simulium och familjen knott. Arten är reproducerande i Sverige. Inga underarter finns listade i Catalogue of Life.